# Michael Holmes (homme politique)
Michael Holmes est un homme politique britannique.